# Kristianstads Heliga Trefaldighets distrikt
Kristianstads Heliga Trefaldighets distrikt är ett distrikt i Kristianstads kommun och Skåne län. 
Distriktet ligger i Kristianstad. 

## Tidigare administrativ tillhörighet
Distriktet inrättades 2016 och utgörs av en del av området som till 1971 utgjorde Kristianstads stad mer precist det område staden omfattade till 1941.
Området motsvarar den omfattning Kristianstads Heliga Trefaldighets församling hade 1999/2000.